# 李志暕
李志暕（?—?），唐朝宗室，唐高祖的曾孙，霍王李元軌的孙子，南昌郡公李绚的儿子。
李元軌的十二哥彭王李元则无子，以李绚作为李元则的后嗣。唐中宗神龙初年，李志暕被封为嗣彭王。景龙初年，李志暕加银青光禄大夫。李志暕的大哥李志廉，封翼国公，出继胙国公李绰。庶兄二哥李志谦被人诬告谋反，拷打自诬，连坐十数人，元行冲察其冤枉，奏请判定无罪。唐玄宗开元年间，李志暕为宗正卿同正员，之后去世。